# Espartaco
Espartaco (m. c. 71 a. C.) fue un esclavo de origen tracio, de la tribu medos (‘’maidoi’’), con probable localización en la región de influencia de Macedonia, que según fuentes griegas y romanas dirigió una rebelión contra la República romana en suelo itálico, ocurrida entre los años 73 y 71 a. C., conocida con el nombre de tercera guerra servil. Esta guerra se extendió a toda la península durante casi tres años, y los acontecimientos siguieron teniendo efectos directos e indirectos en la política romana de los años posteriores. Los gladiadores eran esclavos de las regiones sometidas por Roma, comprados por mercaderes, que peleaban en combates en los anfiteatros (llegando a la muerte en ocasiones extraordinarias) para el entretenimiento del público romano. Espartaco, junto con otros esclavos gladiadores, ideó un plan de escape que desembocó en un estallido en toda la península. Se les unían esclavos fugitivos de todas partes, conformándose de esta manera un ejército que fue creciendo hasta llegar a ser de ciento veinte mil personas aproximadamente. Guiados por Espartaco, lograron una fuerza armada mixta formada por hombres, mujeres y niños que, sorprendentemente, constituyó una combinación que demostró repetidas veces su capacidad para resistir y superar al equipado y entrenado ejército romano, las cualificadas legiones. Tras numerosas victorias, y a punto de obtener la libertad cruzando los Alpes, regresaron para sitiar Roma. La guerra acabó finalmente en 71 a. C.

## Orígenes

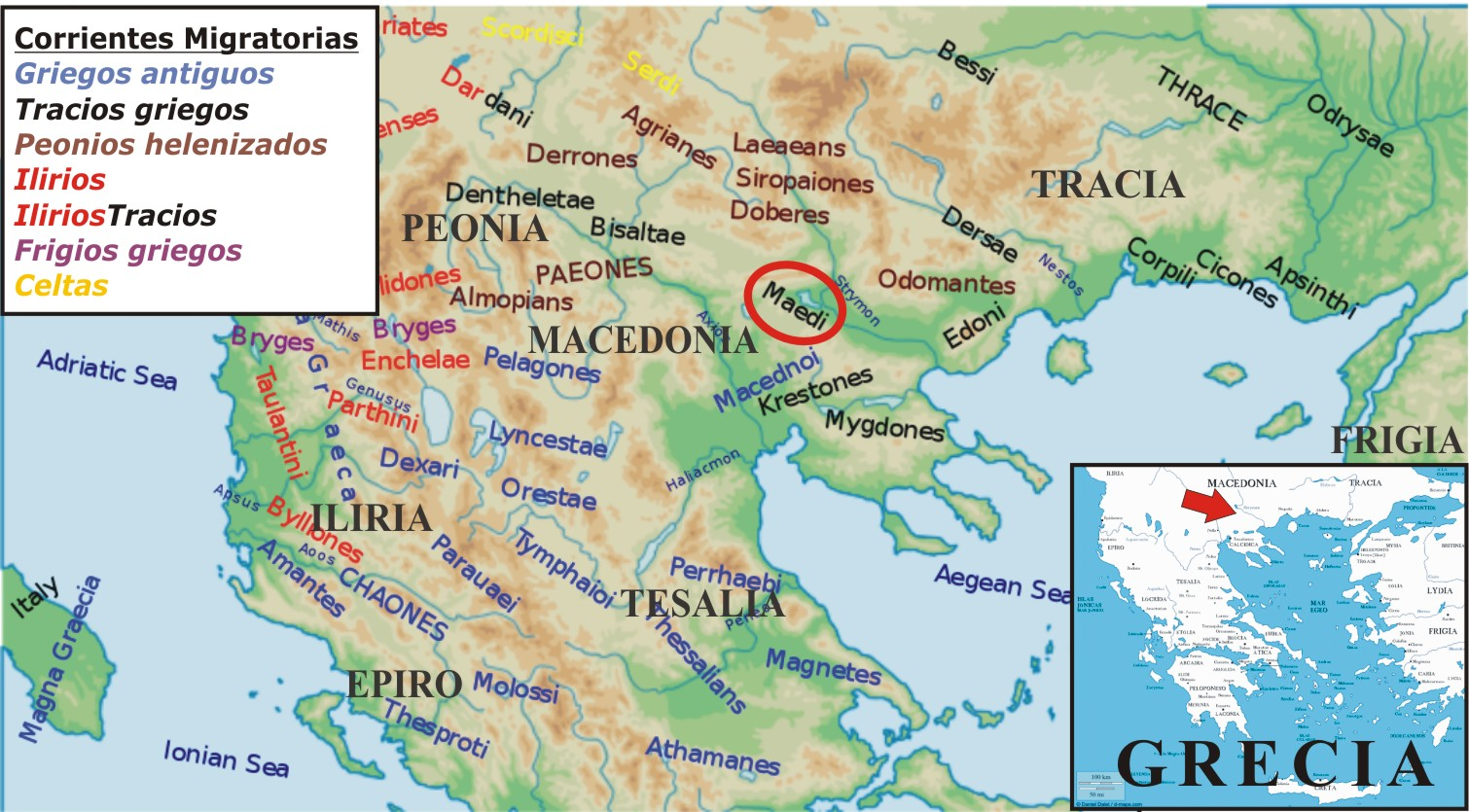
La procedencia de Espartaco, según coinciden todas las fuentes, era la tribu de los medos (Maidoi) que moraba a orillas del río Estrimón sur, entre el lago Kirkini y el río Nesto, ambos en la actual Grecia y parte meridional de Bulgaria, un área helenizada que pertenecía al reino de Macedonia.

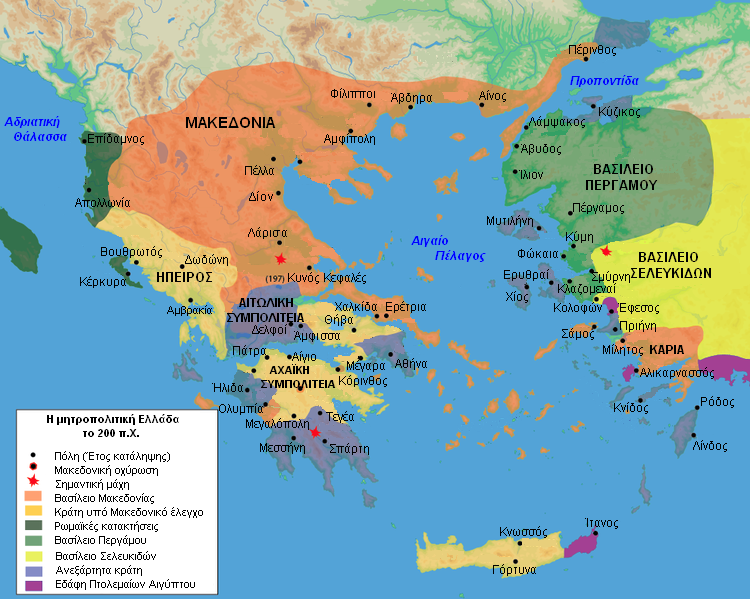
Situación de la península de la Hélade, los Balcanes y Anatolia en el

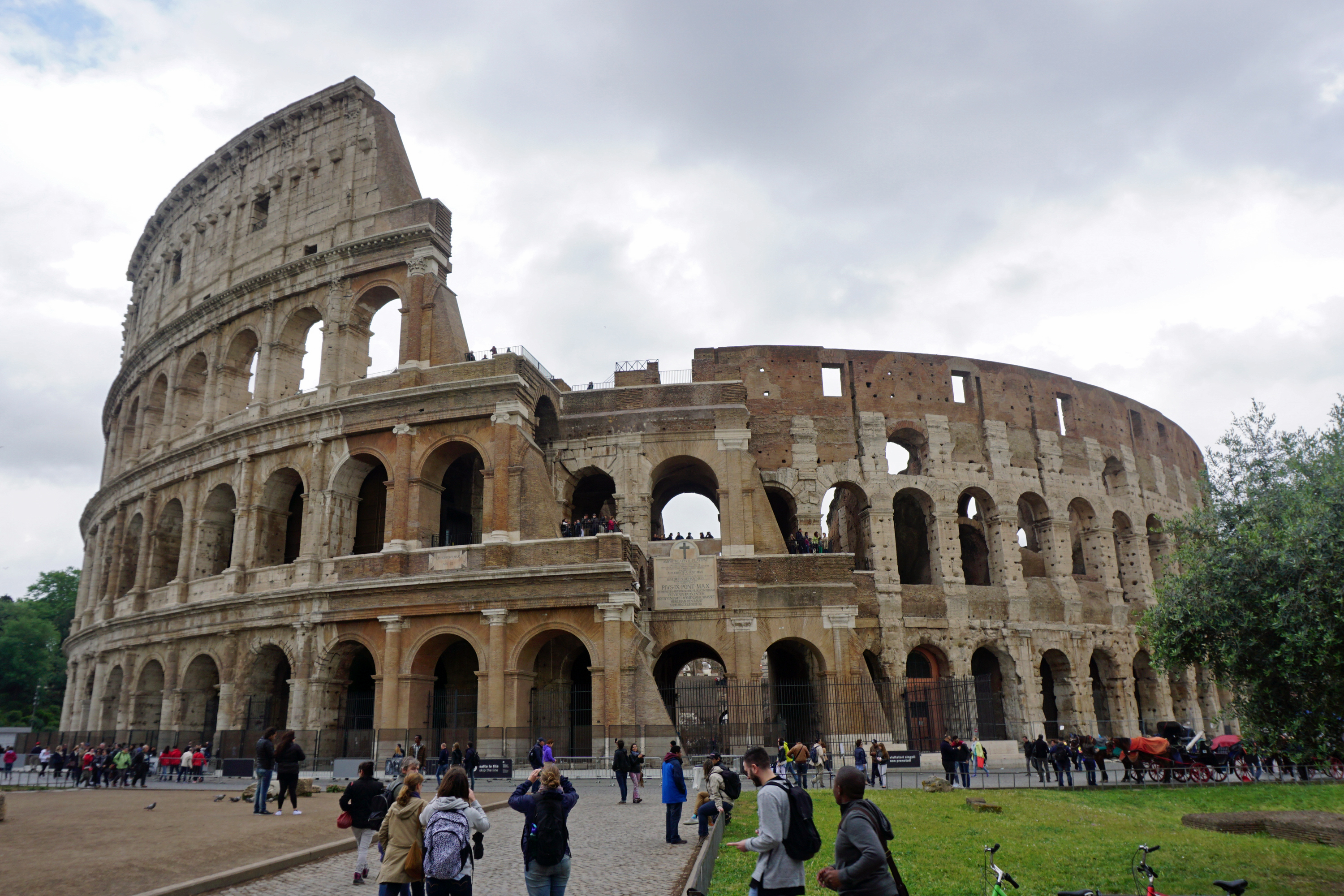
El Coliseo romano. En estos lugares era donde se celebraban los combates de gladiadores y se arrojaban leones que devoraban a los esclavos, lo que constituía el entretenimiento del pueblo.

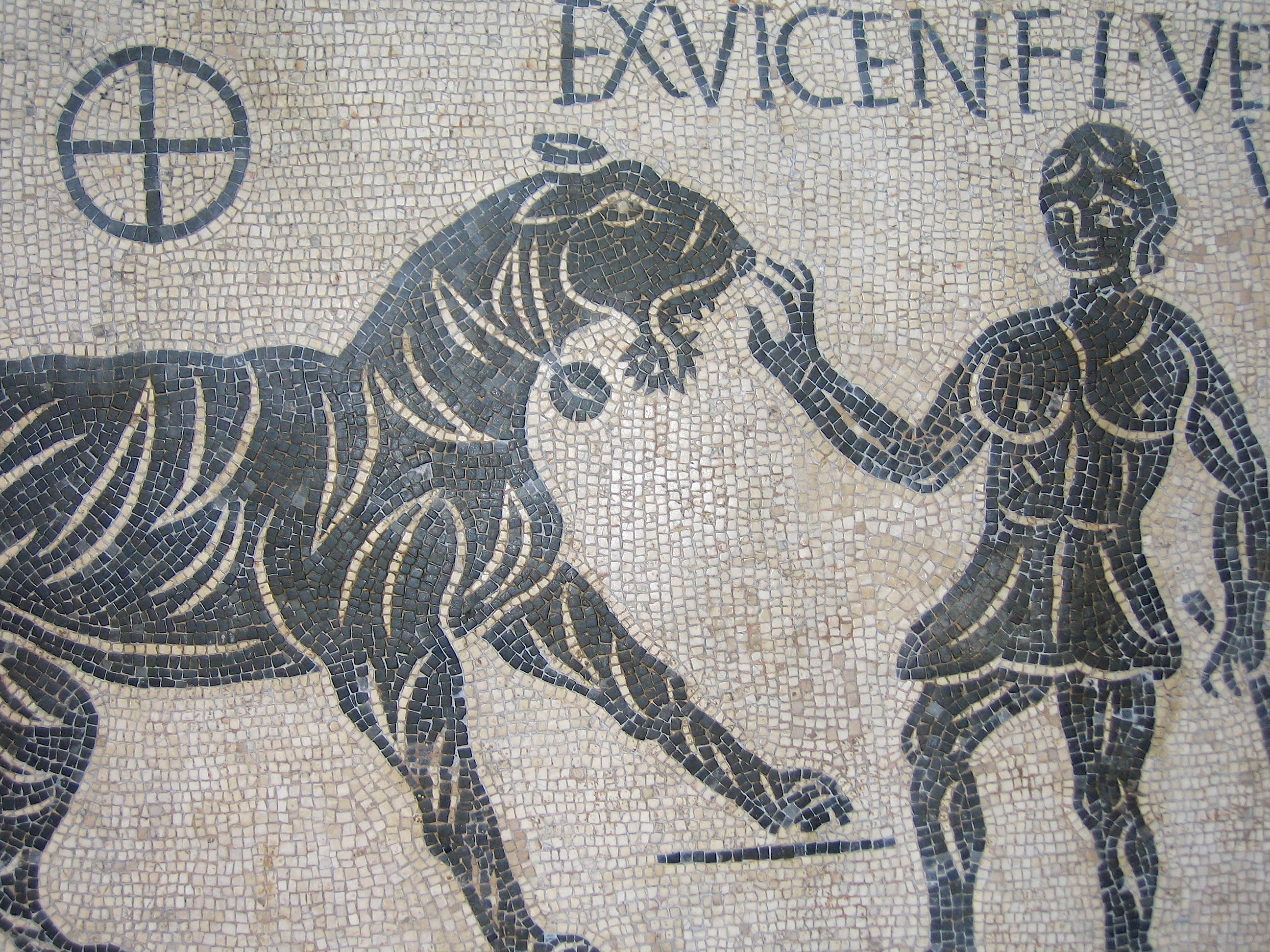
Mosaico hallado en el Coliseo romano, que representa a un esclavo luchando con un león.

De acuerdo con las referencias del historiador Plutarco, Espartaco era tracio y propiamente griego, según el autor. Los historiadores romanos Apiano y Floro coinciden en su origen. Tracio era también un tipo de gladiador romano. Las fuentes contemporáneas indican que  provenía del pueblo de los medos  (en griego Μαιδοι, «prados»), con origen antiguamente frigio.
Los medos habitaban a lo largo del río Estrimón sur y el río Nesto (entre el lago Kirkinis de Grecia y la localidad de Sandanski), lindando con los macednoi. La ubicación geográfica determina que los medos habitaban dentro de la región que se considera integraba el reino de Macedonia durante el período helenístico (heredada de Filipo II y Alejandro Magno), para ese entonces una zona fuertemente helenizada, cuando el reino cayó en el año 168 a. C. a manos de Roma, renombrándolo provincia romana de Macedonia (hoy el sur de Bulgaria, norte de Grecia y Albania).
Todas las fuentes conocidas, muy fragmentarias, coinciden en describir a Espartaco como un hombre culto. Las fuentes también coinciden mayormente en afirmar que Espartaco procedía de una familia de la nobleza, deduciéndose que, por escritos de Plutarco, su esposa era la profetisa de su pueblo; normalmente los puestos en los oráculos eran propios de las clases altas. Existe un relato acerca de una profecía del oráculo del dios griego Dioniso, y a quien Espartaco rendía culto, que le vaticinó que sería un libertador.  El supuesto origen noble es por su apodo, ya que el nombre Espartaco era común en los príncipes y reyes de los reinos en la región de Tracia y el Mar Negro («Sparta», «Sparadokos»).
Aparentemente, cuando Roma invadió el territorio del pueblo medo, Espartaco fue obligado a militar en las tropas auxiliares de Roma (auxilia), de las que desertó. Al no ser ciudadano romano, fue capturado y reducido a la esclavitud junto con su esposa. Por su fuerza física fue comprado por un mercader para que luchase en la escuela de gladiadores de Capua de Léntulo Batiato.

## Escuela de gladiadores
Séneca, político y senador de Nerón y Claudio, escribió sobre la lucha de gladiadores:

«Por casualidad, a mediodía asistí a una exhibición, esperando un poco de diversión, unos chistes, relajarme. Pero salió todo lo contrario. Estos peleadores de mediodía salen sin ningún tipo de armadura, se exponen sin defensa a los golpes, y ninguno golpea en vano. Por la mañana echan los hombres a los leones; al mediodía los gladiadores a los espectadores. La multitud exige que el victorioso que ha matado a sus contrincantes se encare al hombre que, a su vez, lo matará, y al último victorioso lo reservan para otra masacre. Al hombre, sagrado para el hombre, lo matan por diversión y risas.»

En estas escuelas, los prisioneros de guerra y los delincuentes convictos —que eran considerados como esclavos— eran entrenados en las habilidades necesarias para luchar hasta la muerte en los juegos de gladiadores.

## Rebelión y fuga
En el año 73 a. C., durante su permanencia en la escuela de gladiadores, Espartaco ideó y organizó una rebelión a fin de escaparse junto a doscientos compañeros. El plan fue tramado por Espartaco junto con los celtas Casto y Cánico y los galos Crixo y Enomao. Se armaron con utensilios de cocina y eludieron las legiones que intentaban interceptarlos. De los doscientos que iniciaron la rebelión, solo 74 lograron escapar, y algunas fuentes citan que una mujer los acompañó, que se presume era acompañante de Espartaco. Los caudillos de la rebelión tenían seguidores esclavos por distintos motivos, por etnia, por ser los estrategas de la fuga, por sus aptitudes guerreras y posiblemente por su carácter de nobles (antes de ser capturados por Roma).
En el camino asaltaron un convoy que transportaba armas de gladiadores y se apoderaron de él; luego se refugiaron en el monte Vesubio, desde donde empezaron a llevar a cabo acciones de sabotaje contra las localidades vecinas. Espartaco estableció un reparto equitativo del botín entre todos sus hombres, lo que le atrajo gran número de seguidores entre los esclavos de las fincas aledañas al volcán, con lo que comenzó el engrosamiento de sus fuerzas.

## La guerra, el ejército de Espartaco y las derrotas de Roma
Al tener conocimiento del motín, los romanos, sin dar gran importancia a este incidente, enviaron desde Capua un pequeño contingente de soldados, que fue derrotado. Rápidamente los esclavos sustituyeron sus armas de gladiadores por verdaderas armaduras romanas, lo que generaría confusión a las legiones al enfrentarse a un ejército de igual apariencia al suyo. 

### Batalla del Vesubio
Luego de esta primera derrota, los romanos enviaron una unidad de tres mil hombres al mando de Cayo Claudio Glabro. Contrariamente a la doctrina militar, e infravalorando a los exesclavos, Claudio Glabro estableció su campamento al pie de la montaña, por donde descendía el único camino proveniente de la cima, sin establecer una valla de protección. Al tener conocimiento de este hecho, Espartaco adoptó un brillante plan: sus hombres bajaron por la parte más escarpada del volcán atados con cuerdas a las cepas de un viñedo silvestre y cayeron por sorpresa sobre los soldados romanos, causándoles numerosas bajas y obligando a los supervivientes a darse a la fuga desordenadamente, quienes abandonaron el campamento, provisiones, caballos y armas a manos de los esclavos. Era la primera gran victoria de Espartaco, en la después llamada batalla del Vesubio.

### Organización del ejército de Espartaco
Tras la batalla del Vesubio, Espartaco y sus compañeros Crixo y Enomao se dedicaron a organizar un ejército regular disciplinado que pudiera enfrentarse con éxito a las poderosas legiones romanas. Entre los esclavos se contaban médicos, carpinteros y sacerdotes. De esta manera se preparó la construcción de armas y se organizó la infantería y caballería. Con el constante afluir de esclavos de distintas partes del imperio, la legión esclava logró reunir de cincuenta a setenta mil hombres. Después se trazó un plan para futuras acciones: huir de Roma marchando hacia el norte. Como los esclavos carecían de entrenamiento militar, las fuerzas de Espartaco mostraron cierta inventiva en su uso de los materiales locales disponibles, que a su vez resultó en la aplicación de tácticas ingeniosas y poco ortodoxas cuando se enfrentaban a los disciplinados ejércitos romanos. Los esclavos rebeldes pasaron el invierno de 73 a. C. armando y equipando a sus nuevos reclutas y expandiendo su radio de sabotajes hasta incluir las ciudades de Nola, Nuceria, Turios y Metaponto.

### Batallas en el norte

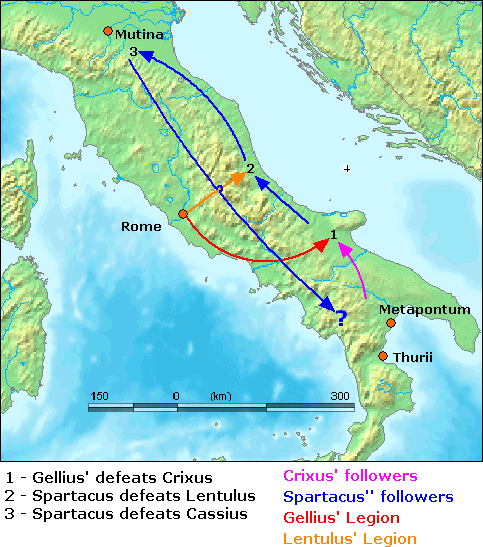
Año 73-72 a. C., tras las victorias en las batallas, las legiones de esclavos se separan: el ejército de Espartaco se dirigió al norte y llegó a la región cisalpina, y el ejército de Crixo regresó al sur para sitiar Roma, de acuerdo con la versión de Plutarco.

Aunque no hay información precisa al respecto, se puede afirmar que el plan de Espartaco consistía en reunir el mayor número posible de rebeldes y salir de Italia cruzando los Alpes. Esta era la única posibilidad de obtener la libertad para la mayoría de ellos, puesto que, una vez fuera de Italia, muchos rebeldes podrían escapar a territorios que aún no habían sido conquistados por Roma (como Germania). 
Los romanos enviaron contra los rebeldes dos legiones traídas de la frontera septentrional de Italia, al mando del pretor Varinio. Este trató de cercar a Espartaco con una maniobra en tenaza, para lo que dividió sus fuerzas en tres columnas. Espartaco, bien informado por sus espías, aprovechó la división de las fuerzas romanas y derrotó separadamente a los dos ayudantes de Varinio. Luego atacó a las fuerzas mandadas directamente por él, llegando al punto de capturar a los lictores del pretor y su propio caballo, por lo que Varinio tuvo que huir a pie.
Como resultado, el movimiento de los rebeldes se extendió a todo el sur de Italia. Muchas ciudades fueron tomadas y saqueadas por los esclavos. El historiador romano Salustio habla de la desobediencia de Espartaco, de la masacre de los esclavistas y de las crueldades cometidas por los ex esclavos contra sus antiguos opresores. Dado que era imposible sostener una larga guerra de desgaste contra la República romana, pues esta era inmensamente rica y podría rehacer sus fuerzas armadas una y otra vez (recurriendo a la conscripción obligatoria y a sus aliados), con el fin de escapar comenzó el plan para salir de la península, marchando con sus tropas hacia el norte. En algún momento de estos sucesos, o posiblemente durante los asaltos del invierno a finales de 73 a. C., perdieron a su líder Enomao —quizás en batalla—, al que no se menciona más en las historias.

### Primera separación del ejército esclavo
En ese preciso momento surgieron disensiones entre los rebeldes, cuyo resultado fue la separación de un grupo de unos veinte mil hombres, compuesto en su mayor parte por galos y germanos, al mando de Crixo.
Según lo que indica el historiador romano Salustio, las disensiones estaban relacionadas al parecer con el plan de acciones futuras: Espartaco quería que sus hombres salieran de Italia, pero Crixo y los suyos estaban empeñados en presentar batalla a los romanos, derrotarlos e incluso apoderarse de Roma, aniquilando al opresor. Asimismo es posible que Crixo estuviese respaldado también por los estratos pobres de la población libre que se habían adherido a la rebelión y que, como es obvio, no tenían intención de dejar Italia.
Mientras las tropas de Espartaco se dirigían hacia el norte, Crixo y su ejército se fueron hacia el sur para sitiar a Roma. Crixo no tenía la habilidad estratégica de Espartaco, y el propretor Arrio (ayudante de Gelio) los interceptó y aniquiló en Apulia, cayendo el mismo Crixo en el combate. 
En un principio, los ejércitos consulares tuvieron éxito. El ayudante de Gelio, el propretor Arrio, atacó a un grupo de unos treinta mil esclavos al mando de Crixo, cerca del Monte Gargano, y mató a dos tercios de los rebeldes, incluyendo a Crixo, con solo una legión. Según cuentan los historiadores, los esclavos rechazaron el ataque de la legión y tras la victoria, se embriagaron bebiendo vino para celebrarlo. Cuando los romanos volvieron, los encontraron ebrios y los masacraron.

### Batalla en los Montes Apeninos

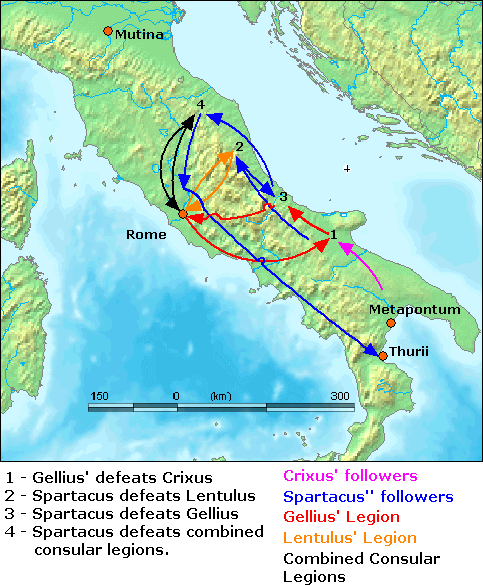
Año 72 a. C., derrotas de Lentulus, Gelius y de las legiones consulares combinadas y vuelta al sur, según la versión de Apiano.

Pese a la separación de las fuerzas de Crixo, esto no debilitó al ejército esclavo. Sus tropas continuaron fortaleciéndose por el continuo afluir de esclavos escapados de todas partes de Italia, hasta el punto de que Apiano afirmó que el ejército llegó a reunir unos ciento veinte mil hombres en total. A consecuencia de las constantes derrotas de sus legiones, el gobierno romano se apercibió de la gravedad del peligro y envió en el año 72 a. C. a los ejércitos de los cónsules Léntulo y Gelio. Espartaco, con maniobras brillantes en los pasos de los montes Apeninos, infligió una serie de derrotas a Léntulo, Gelio y Arrio, evitando las emboscadas que le tendieron los romanos y continuando el avance hacia el norte. Espartaco se enfrentó a la legión de Léntulo, la derrotó, se dio la vuelta y destruyó el ejército de Gelio, forzando a las legiones romanas a retirarse desbaratadas. Apiano afirma que Espartaco ejecutó a unos trescientos soldados romanos capturados para vengar la muerte de Crixo, forzándoles a luchar entre ellos hasta la muerte, como los gladiadores.

### Batalla de Módena y vuelta al sur

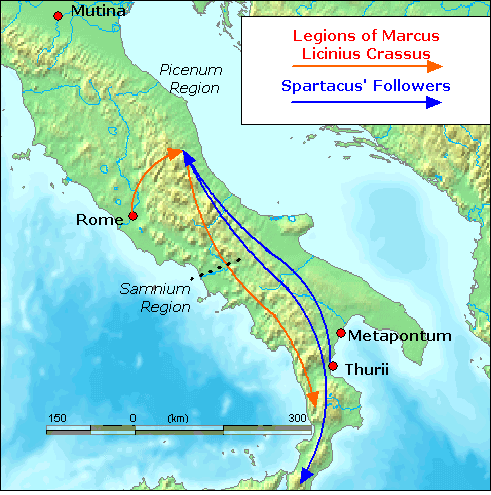
Año 72-71 a. C., las tropas de Espartaco regresan al sur y sitian Roma. Luego marchan hacia el sur. Así, la guerra de los gladiadores se extendió a toda la península por casi tres años.

Los ejércitos consulares derrotados regresaron a Roma para reagruparse mientras los seguidores de Espartaco se desplazaban hacia el norte. Los cónsules volvieron a atacar a Espartaco en algún lugar de la región del Piceno, y de nuevo fueron vencidos.
Los romanos se desesperaban al ver que sus legiones establecidas en Italia no eran suficientes para vencer a los rebeldes. Sin embargo, hicieron un último intento para evitar que saliera de la Península. El gobernador de la provincia de la Galia Cisalpina, el cónsul Cayo Casio Longino, reunió todas las fuerzas disponibles y aguardó la llegada de Espartaco al valle del Po, en la ciudad de Módena. Espartaco aceptó la batalla propuesta por el cónsul y lo derrotó, tras lo cual podía cumplir su plan de cruzar los Alpes, pero en vez de eso regresó hacia el sur.
Entre los historiadores clásicos, que escribieron sus relatos solo unos años después de los propios sucesos, parecía haber división sobre cuáles eran las motivaciones de Espartaco. Apiano y Floro escriben que pretendía marchar hacia la misma Roma.

### Batalla de Samnio y sitio de Roma
Aunque no hay una explicación clara de este asunto, se puede concluir que en ese momento los rebeldes estaban tan entusiasmados por su rosario de victorias que no se podía ni hablar de escaparse de Italia. Por otro lado, en las fronteras estaban las mejores legiones y podías ser más fácil conquistar Roma que huir. Deseaban culminar su venganza tomando Roma, y Espartaco se vio obligado a someterse para no perder completamente el control de su indisciplinado ejército.
Así, Espartaco se acercó a Roma. Sabiendo que no podría ocupar la ciudad dadas sus poderosas fortificaciones, adoptó una postura pasiva. Los romanos, por su parte, habían confiado el mando supremo del ejército al pretor Marco Licinio Craso, adjudicándole las diez legiones disponibles, aunque no eran de las mejores, pues los soldados estaban desmoralizados por las inauditas victorias de Espartaco.
De acuerdo con Apiano, la batalla entre las legiones de Gelio y los hombres de Crixo cerca del Monte Gargano fue el comienzo de una larga y compleja serie de maniobras militares que casi tuvieron como resultado que las fuerzas de Espartaco asaltaran la misma ciudad de Roma.
Habiéndose acercado ambos enemigos, Craso ordenó asumir una posición defensiva mientras elaboraba una estrategia para derrotar a los rebeldes, que consistía en encerrarlos en la montañosa región del Piceno, hasta que le llegaran más refuerzos. La batalla se libró en la región de Samnio. Sin embargo, uno de sus ayudantes, Mummio, que tenía órdenes de dirigirse a una posición más avanzada de la que ocupaban los rebeldes con el fin de rodearlos, optó más bien por atacarlos directamente, siendo derrotado. Durante esta batalla, muchos legionarios arrojaron las armas (en signo de cobardía) y huyeron. Luego de la victoria, Espartaco siguió su marcha hacia el sur.
En vista de esta derrota, Craso decidió tomar medidas severas para restablecer la disciplina entre sus tropas. A los que huyeron ante el enemigo, los diezmó con la decimatio, un castigo que no se aplicaba desde hacía mucho tiempo, y que consistía en condenar a muerte a uno de cada 10 de los desertores. Ordenó a sus hombres que mataran a golpes a cada uno de los condenados. Como consecuencia de esta medida, nadie más osó violar las órdenes ni pretendió huir del enemigo.

### Marcha hacia el sur y comercio con mercaderes y piratas

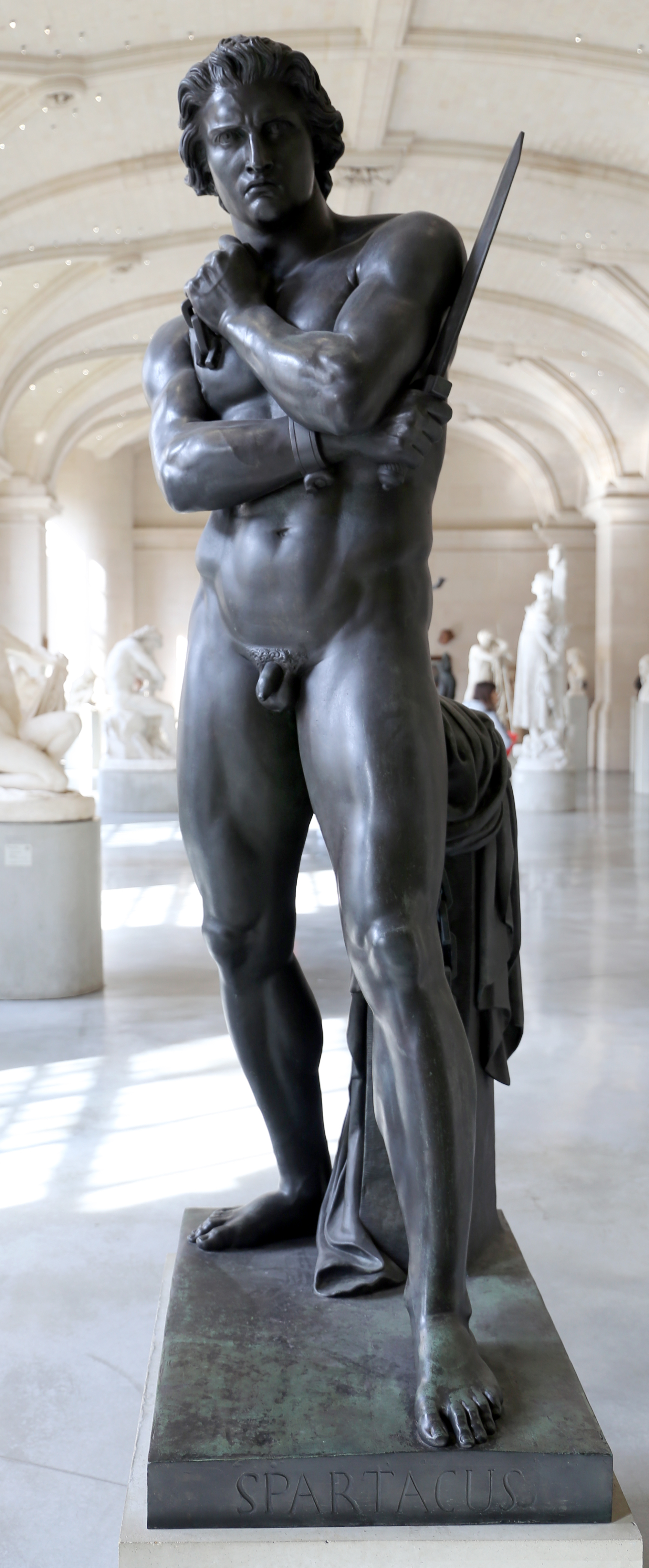
Espartaco, escultura en el Palais des Beaux-Arts (Lille, Francia).

Apiano afirma que en este momento Espartaco cambió su intención de marchar contra Roma, dando a entender que ese era el objetivo de Espartaco tras la confrontación de Piceno, porque «no se consideraba preparado todavía para ese tipo de lucha, ya que su fuerza no estaba armada adecuadamente, y porque ninguna ciudad se le había unido, solo esclavos, desertores y chusma», y decidió retirarse nuevamente al sur de Italia. Asediaron la ciudad de Turios y la campiña de los alrededores, armándose, asaltando los territorios circundantes, cambiando los botines por bronce y hierro con mercaderes (con los que manufacturar más armas) y enfrentándose ocasionalmente con fuerzas romanas, que siempre acababan derrotadas.
Craso, habiendo llegado desde el norte, y enterado de que los rebeldes trataban de pasar a Sicilia, aprovechó la ocasión para encerrarlos en el extremo sudoccidental de la península itálica. Con este fin construyó de mar a mar una línea fortificada de unos 65 km, compuesta de un profundo foso y vallas de cuatro metros y medio de altura. Espartaco recurrió a una astuta táctica utilizada por Aníbal contra los romanos más de cien años antes. Durante una noche reunió todo el ganado que pudo, puso antorchas en sus cuernos y los arrojó hacia la valla. Los romanos se concentraron en el punto a donde se dirigían las antorchas, pero pronto descubrieron, para su sorpresa, que no eran hombres, sino reses. Los rebeldes, por su parte, cruzaron la valla por otro sector sin ser molestados y regresaron a Lucania (actual Basilicata), en la parte septentrional del golfo de Tarento.
Mientras tanto, Espartaco llegaba a Campania, hasta los alrededores de la ciudad de Turi, donde muchos mercaderes aparecieron para obtener el botín tomado por Espartaco. Necesitado de material para construir armas, prohibió el intercambio comercial por encajes, oro o plata; los rebeldes solamente debían aceptar hierro y cobre, materiales necesarios para fabricar armas.
Espartaco y su ejército llegaron al mar Tirreno, en la zona de Calabria. Aquí entró en contacto con los piratas de Cilicia, quienes prometieron darle una flota para transportar las tropas rebeldes a Sicilia con el fin de hacer de la isla un bastión rebelde inexpugnable, o simplemente huir por mar a otras latitudes.

## Fin de la guerra
El Senado perdió la fe en Craso al ver que no podía vencer a los esclavos. Enviaron entonces al general Cneo Pompeyo, recién llegado a Italia desde Hispania, donde había reprimido hacía poco la rebelión de Sertorio. A Licinio Lúculo, lugarteniente de Macedonia, se le dio orden de desembarcar con sus tropas en el puerto de Brindisi desde Grecia.
La idea del Senado era cercar a los esclavos desde tres frentes: noroeste (Pompeyo), suroeste (Craso) y este (Lúculo). En total, los romanos sumarían unas veinte legiones (alrededor de ciento veinte mil hombres), de las cuales sobresalían las de Pompeyo, que regresaban de una campaña victoriosa en Hispania.

### Segunda separación del ejército esclavo
Espartaco intentó negociar con Craso para dar fin al conflicto antes de que llegaran los refuerzos romanos. Cuando Craso se negó, una parte de las fuerzas de Espartaco rompieron el confinamiento y huyeron hacia las montañas al oeste de Petelia (la actual Strongoli), en Bruttium, perseguidas por las legiones de Craso. Las legiones consiguieron alcanzar a una parte de los rebeldes, separada del ejército principal, matando a más de doce mil de ellos. Las legiones de Craso también sufrieron pérdidas, ya que los esclavos en huida se dieron la vuelta para enfrentarse a las fuerzas romanas, derrotándolas en un principio, pero al final fueron vencidos.
Si bien al comienzo de la rebelión la separación de un grupo similar no había tenido mayor importancia, ahora la situación era completamente distinta. Cualquier debilitamiento de las fuerzas rebeldes resultaría mortal, puesto que ya no había reserva de esclavos que pudieran unírseles. De esta manera, a Espartaco le quedaron alrededor de ochenta mil hombres.
Por fin, las tropas de esclavos se acercaron al sur, a Brindisi, posiblemente con la idea de cruzar el mar Adriático y desembarcar en Grecia o Iliria. Sin embargo, Espartaco quiso hacer la prueba. Al acercarse a la ciudad, sus espías le informaron de que Lúculo ya se encontraba en ella. Entonces retrocedió para enfrentarse a Craso y Pompeyo.

### Batalla del Río Silario

Año 71 a. C., últimos movimientos de la guerra. El ejército de Espartaco rompió el asedio de las legiones de Craso (X) y se retiró hacia las montañas cercanas a Petelia. Hubo escaramuzas iniciales entre ambos bandos (1) y un giro del ejército esclavo para la batalla final (2).

En el año 71 a. C., se libró en Apulia la última batalla (llamada por algunos historiadores batalla del Río Silario). Según se dice, antes de la misma le llevaron su caballo a Espartaco, y él lo mató con su espada, diciendo: «La victoria me dará bastantes caballos de entre los enemigos, y si soy derrotado, ya no lo necesitaré».[cita requerida]
Sitiados en el sur de la península y cercados por los ejércitos romanos, los rebeldes estaban dispuestos a vender cara su derrota y no volver jamás a servir a los romanos, pero no pudieron resistir a la superioridad de las legiones romanas. Al finalizar la batalla, de los ochenta mil rebeldes, sesenta mil perecieron; en cambio, los romanos solo perdieron mil hombres [cita requerida]; según las fuentes romanas, no se pudo localizar el cuerpo de Espartaco.

### Supervivientes
Los restos de las tropas rebeldes, aproximadamente veinte mil, se dispersaron. Algunos consiguieron huir y se refugiaron entre los piratas de Cilicia, puesto que la zona meridional de la península itálica tenía un importante tráfico comercial y pesquero. Pompeyo logró destruir a una tropa de cinco mil hombres que se dirigía hacia el norte tratando de salir de Italia por los Alpes, como era la intención inicial de Espartaco. Los romanos hicieron seis mil prisioneros, que fueron crucificados a lo largo del tramo de la Vía Apia, entre Capua y Roma.

## Espartaco en el arte

### Monumentos

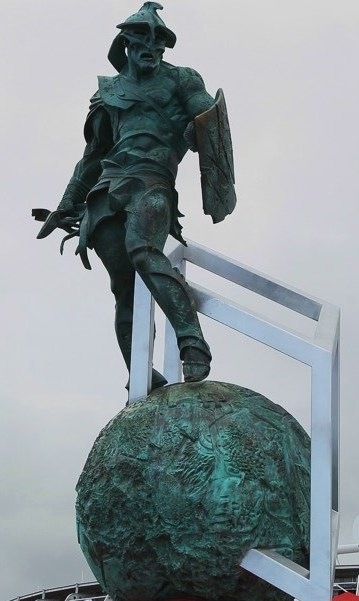
Monumento de Espartaco en el estadio del Spartak de Moscú. Mide aproximadamente diez metros de altura.
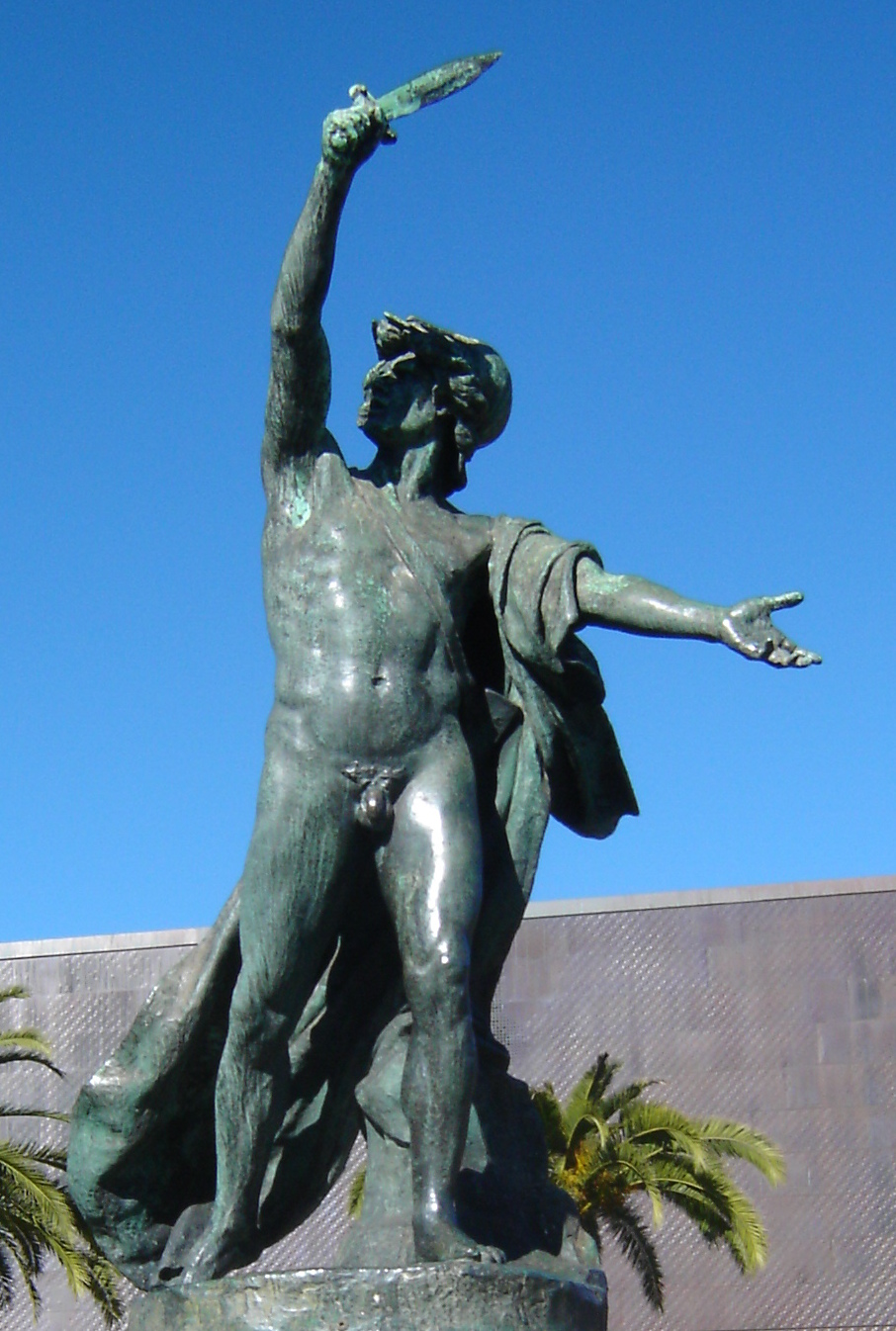
Estatua de gladiador, posible inspiración en Espartaco (Golden Gate Park).
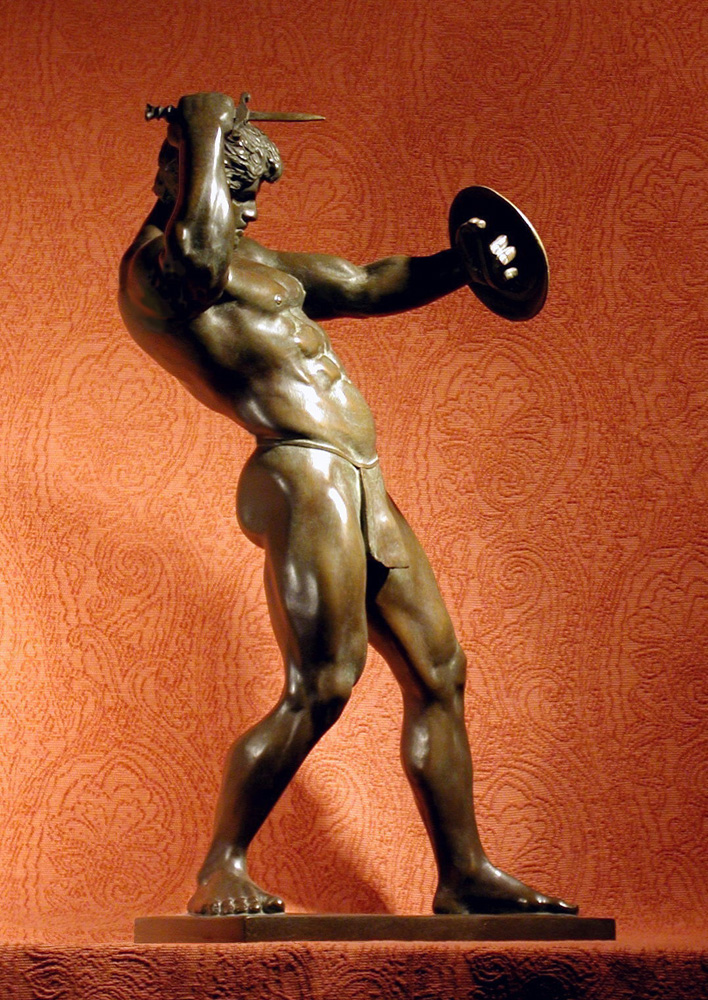
Espartaco. Escultura de bronce de David E. Henry.
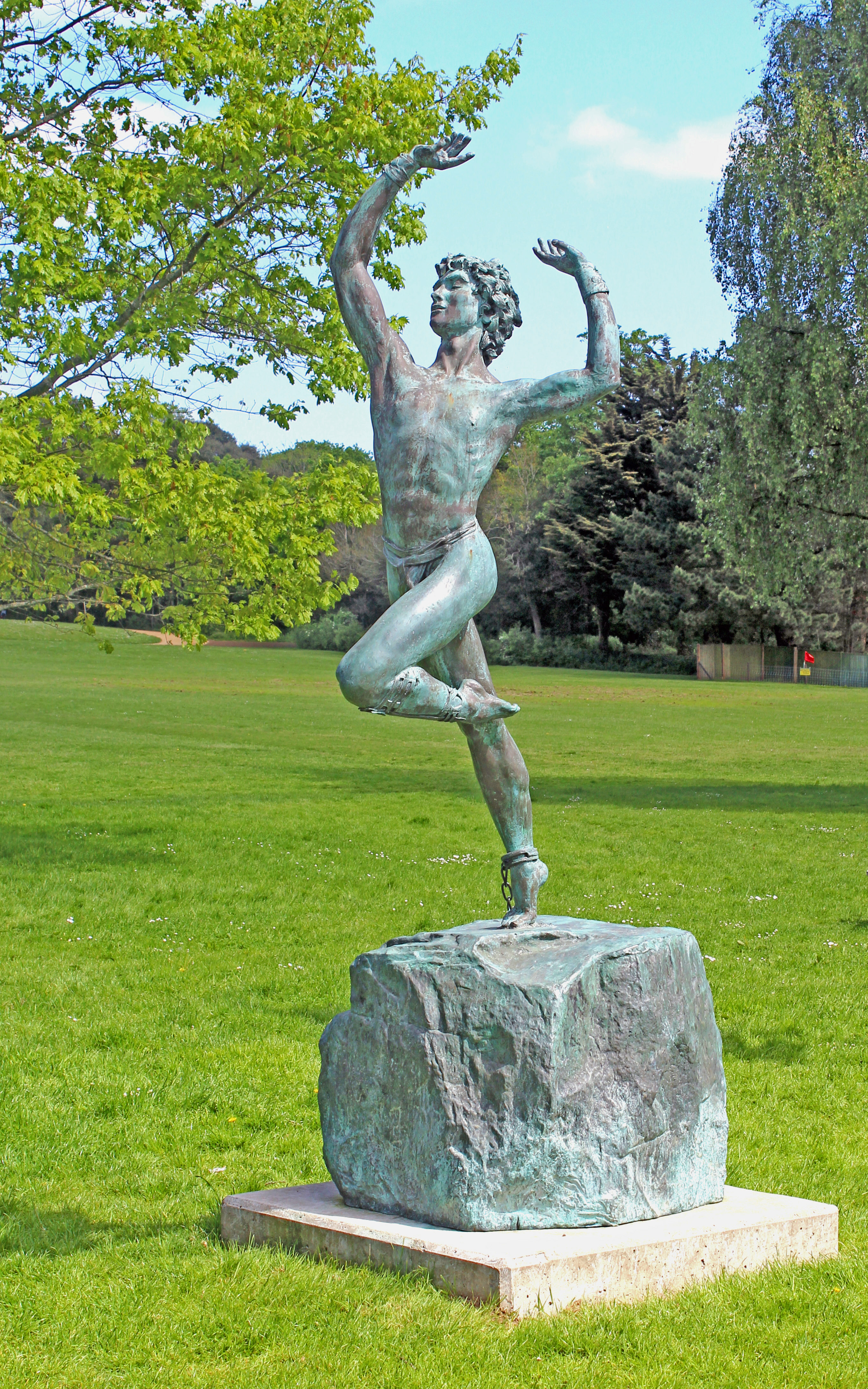
Fuga de Espartaco. Chichester, Inglaterra.
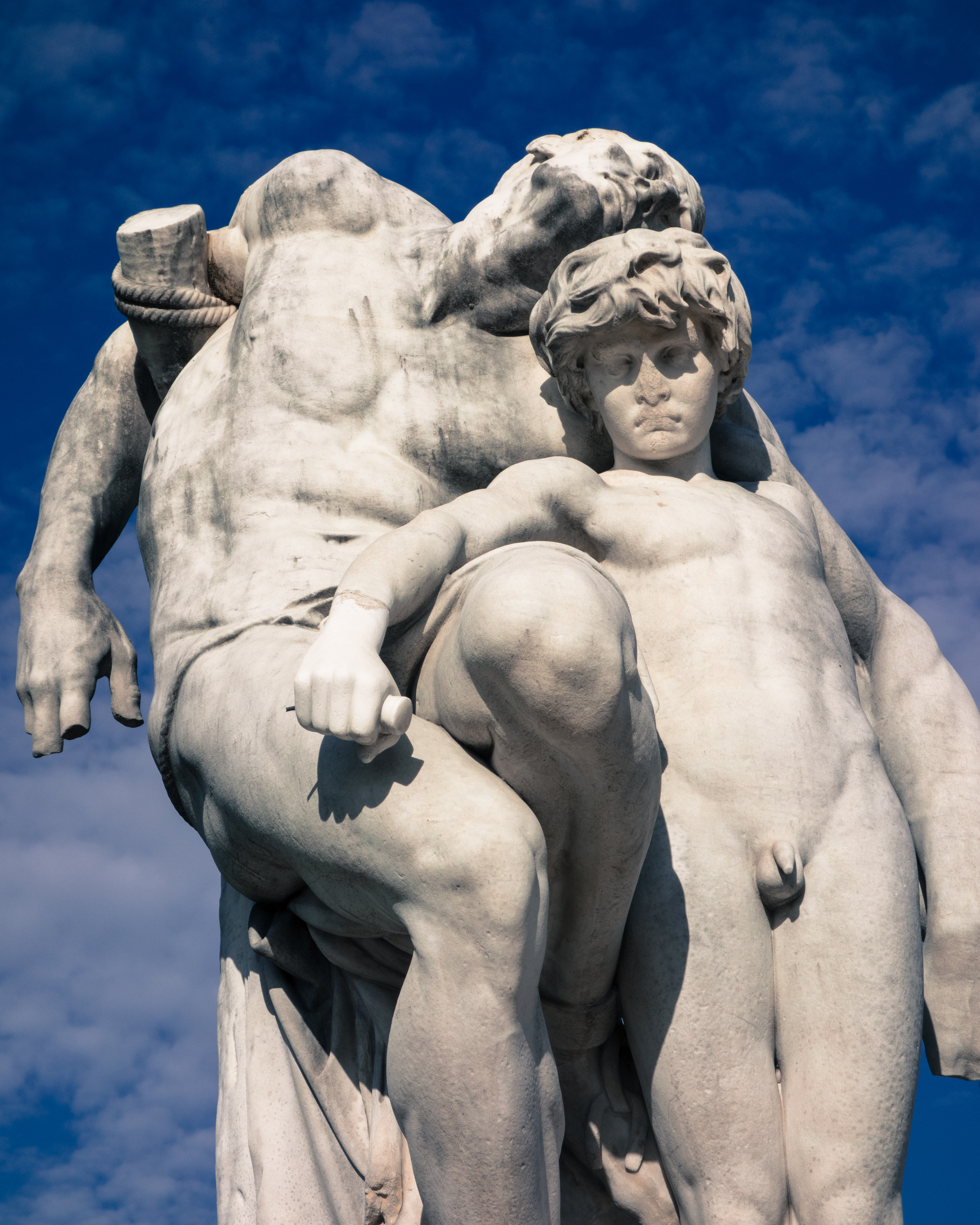
El juramento de Espartaco, escultura de Louis Ernest Barrias. Jardin des Tuileries, París (Francia).
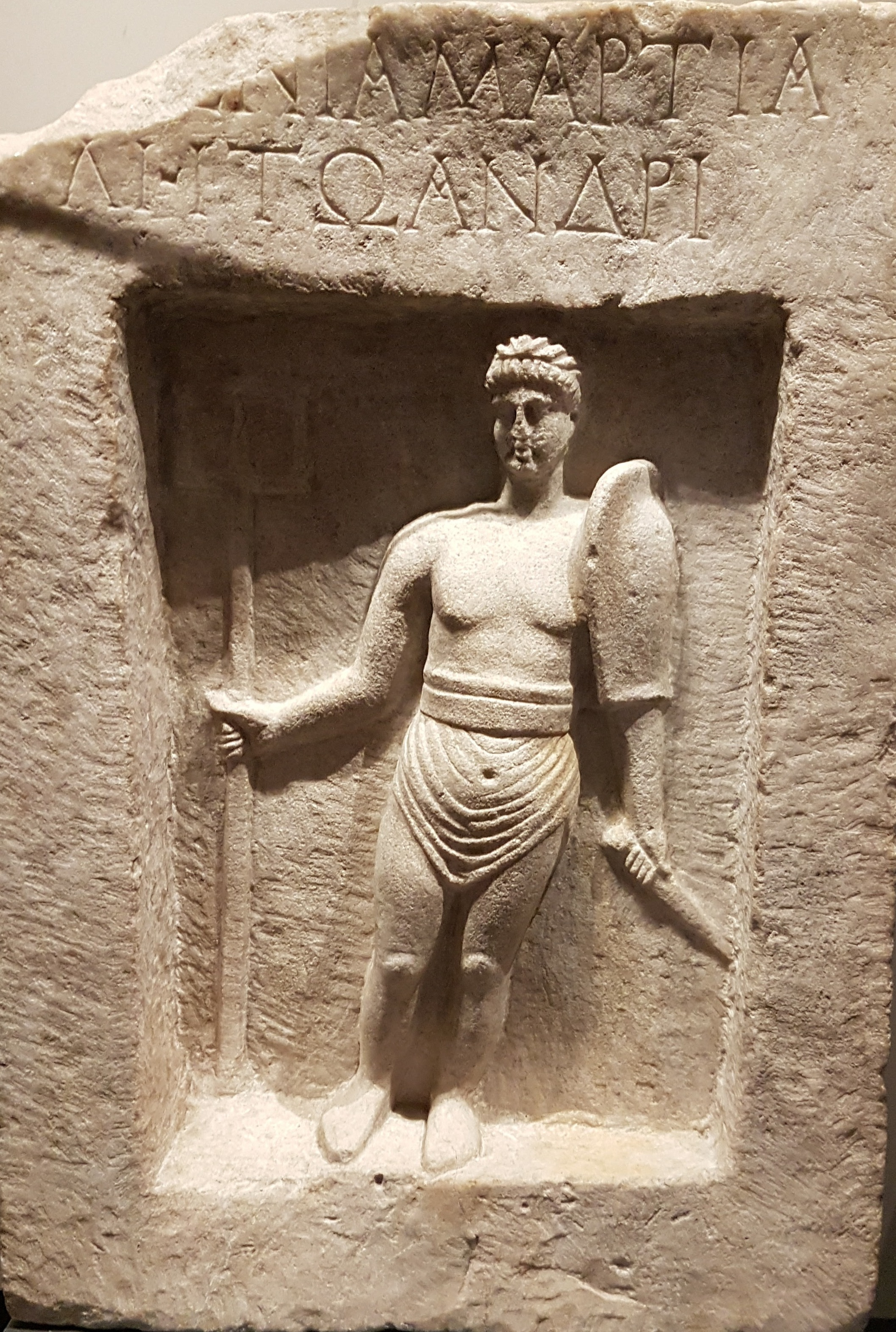
Relieve de gladiador hallado en Esmirna.

### Novelas
- Espartaco, novela de Rafael Giovagnoli (1874).
- The Gladiators, novela de Arthur Koestler (1940).
- Espartaco, novela de Howard Fast (1951).
- Spartacus: The Gladiator, novela de Ben Kane (2012).
- Spartacus: Rebelion, novela de Ben Kane (2012).
- Maldita Roma, novela de Santiago Posteguillo (2023).

### Cine

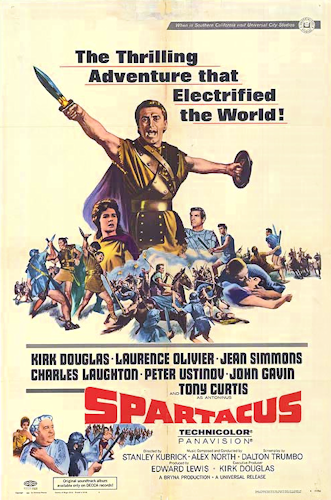
Póster de la cinta Espartaco, de 1960.

- Spartaco (Sins of Rome), cinta de 1953 del director Riccardo Freda.
- Espartaco, película de Stanley Kubrick protagonizada por Kirk Douglas (1960).
- Espartaco y los diez gladiadores, película de Nick Nostro (1964).
- Il gladiatore che sfidó L`imperio, cinta de Domenico Paolella (1965).

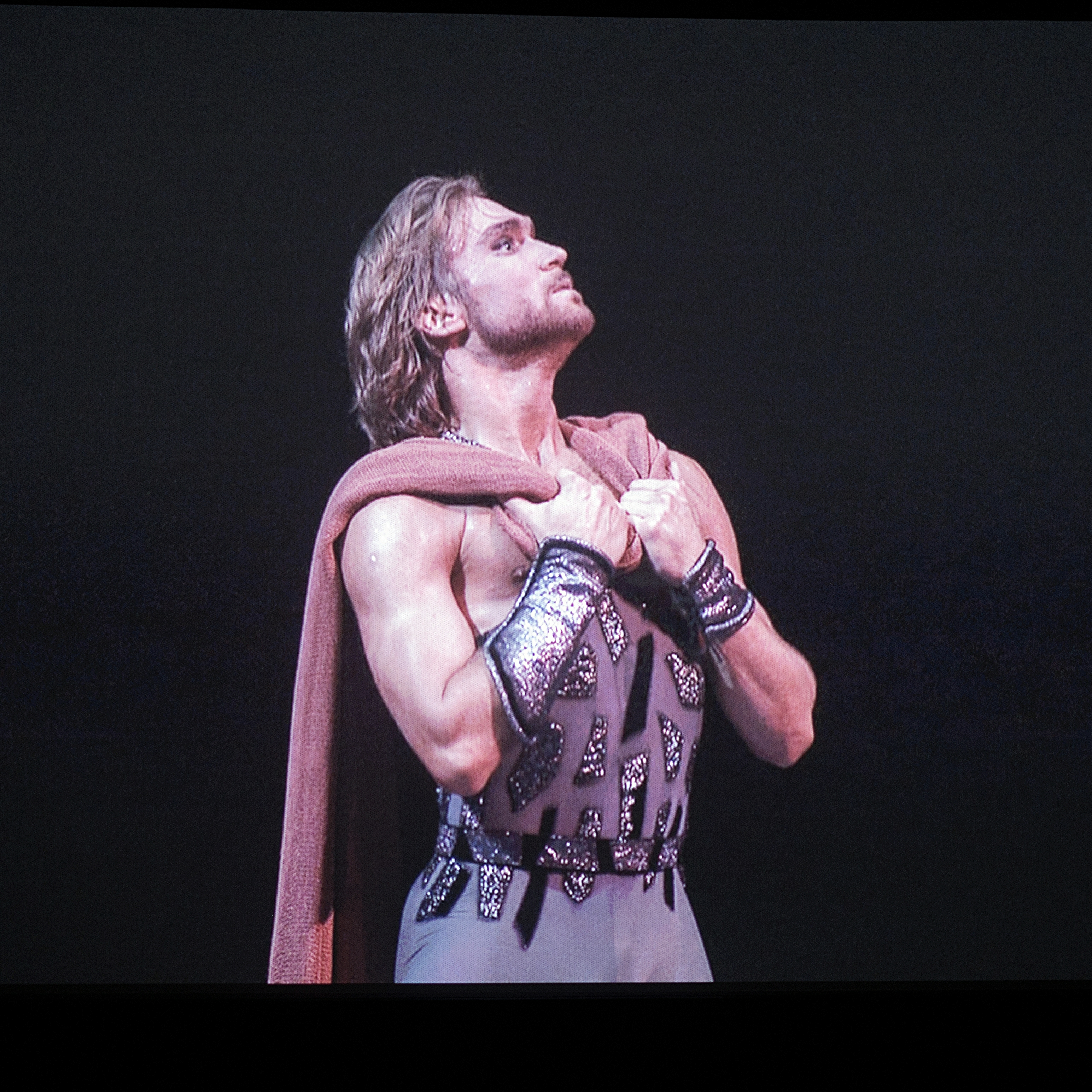
«Espartaco», ballet Bolshoi, en Moscú.

### Televisión
- Espartaco, miniserie televisiva de Robert Dornhelm protagonizada por Goran Visnjic (2004).
- Los romanos: Espartaco. La rebelión de los esclavos, novela de Max Gallo (2006).
- Spartacus: Blood and Sand (Espartaco: Sangre y Arena), serie de televisión de la cadena Starz creada por Steven S. DeKnight y protagonizada por Andy Whitfield (2010).
- Spartacus: Gods of the Arena, precuela de Spartacus: Blood and Sand, de la cadena Starz. Protagonizada por Dustin Clare (2011).
- Spartacus: Vengeance, secuela de Spartacus: Blood and Sand, de la cadena Starz, protagonizada por Liam McIntyre (2012).
- Spartacus: War of the Damned, secuela de Spartacus: Vengeance, de la cadena Starz, protagonizada por Liam McIntyre (2013)
- Barbarians Rising, docudrama de la cadena History Channel, protagonizado por Ben Batt (2016).

### Ballet
- Espartaco, ballet de Aram Jachaturián (1956).
- Espartaco, ballet Bolshoi, Rusia (2013).